# Consell Econòmic i Social d'Itàlia
El  Consell Econòmic i Social d'Itàlia, oficialment i en italià Consiglio Nazionale dell'Economía i del Lavoro, CNEL, està previst a la Constitució de la República Italiana a l'art. 99 que el defineix: 
| « | Òrgan de consulta de la Cambra i del Govern per a les matèries i les funcions que li atribueix la llei. Té la iniciativa legislativa i de contribuir a l'elaboració de la legislació econòmica i social dins dels límits que estableix la llei. | » |

Els mandats del Consell tenen una durada de 5 anys. El President és nomenat per elecció dels components, amb Decret del President de la República.
El CNEL està compost de 65 consellers:
- 1 President
- 10 experts elegits entre qualificats exponents de la cultura econòmica, social i jurídica;
- 48 representants d'observatoris del sector públic i privat:
  - 19 representants dels treballadors;
  - 3 representants dels managers;
  - 9 representants del treball autònom;
  - 17 representants dels empresaris;
- 10 representants de les associacions de promoció social i de les organitzacions del voluntariat.[1]

## Presidents
|   | President        | ANys             |
| - | ---------------- | ---------------- |
| 1 | Meuccio Ruini    | 1958 - 1959      |
| 2 | Pietro Campilli  | 1959 - 1974      |
| 3 | Bruno Storti     | 1977 - 1989      |
| 4 | Giuseppe De Rita | 1989 - 2000      |
| 5 | Pietro Larizza   | 2000 - 2005      |
| 6 | Antonio Marzano  | 2005 - 2015      |
| 7 | Salvatore Bosco  | 2015 - al càrrec |